# ソト (料理)
ソト （インドネシア語:Soto 別名タウト、或いはチョト）は、肉、野菜などを具材とする伝統的なインドネシアのスープである。インドネシアでは、古来よりインドネシアにあるスープに対してはsotoという用語を用いるが、西洋を始めとするインドネシア国外の影響を受けたスープはsopと呼称される。 
インドネシアは多数の島々からなる海洋国家であるが、ソトはインドネシア西部のスマトラ島から最東端に位置するパプア島まで多くの種類が存在し、またそれぞれの地域に根付いているため、しばしばインドネシアの国民的料理と見なされる。 またソトはインドネシア国民に広く食べられており、多くのワルン（屋台）や街角の飲食店から、高級レストランや豪華なホテルでまで提供される。ソト、特にソトアヤム（鶏肉入りソト）は有名である。
また近隣諸国で就労、定住しているインドネシア系移民の間でもソトは広く愛されており、特にインドネシア系住民が多いシンガポールとマレーシアでは定着を見せている。 
更にソトはインドネシア移民よってスリナムにまでもたらされ、サオトとしてスリナム料理の一つとなっている。

## 歴史
インドネシアではソトは他の名前で呼称されている。ソトと言うのはジャワ語であり、マカッサルではチョトと呼ばれている。 ソトはジャワ発祥の、ジャワで最も広く食べられている汁物であり、長年にわたって多くの派生料理が作られてきた  。
ソトは間違いなくインドネシア列島発祥の汁物であり、インドネシアの各地域ごとで独自のソトが生み出されてきたが、一部の歴史家は、ソトは外来の料理、特に中華料理の影響を受けたものであると示唆している。 Denys Lombardは、彼の著書Le Carrefour Javanaisで、ソトの起源は中国の「草肚」というスープにあるとし、17世紀頃のオランダ東インド会社時代（オランダによるインドネシアの植民地支配期）にスマランに住んでいた華僑の間で人気があったスープであったとする  。
別の学者は、ソトが中華料理、インド料理、およびインドネシア固有の料理が混ざり合ってできた可能性が高いことを示唆する 。例えば、ビーフンや調味料として揚げニンニクの使用には中国文化の影響が見られ、ウコンの使用にはインドの影響が見られる。 また、ジャカルタのsoto betawiはギーを使用するが、そこにはアラブ人やイスラム教徒のインド人の影響が認められる 。更に別の歴史家は、いくつかのソトのレシピはインドネシア人のかつての生活状況を反映していると示唆している。 今日では肉のスープであるSoto tangkarは、かつてはヤギリブケージの骨から抽出した出汁のスープを指し、このことからかつてのバタビアの一般的な民衆は肉を買えるほど裕福ではなかったことが窺える。ソトはまた現地の習慣や現地で入手可能な食材などに応じて高度に現地化されており、例としてはヒンドゥー教が広く信仰されているバリでは、ヒンズー教の戒律によって牛肉がほとんど消費されない反面、インドネシアの他の地域ではイスラム教の戒律上食すことができない豚肉が好まれるため、ソトバビ （豚ソト）が名物となっている。 
肉の入ったソトはさまざまな地域に影響を与え、各々の地域で独自の調理法が編み出された。各地のソトは、その地で入手可能な食材やその他の料理の伝統に従って作られたため高度に現地化されている。 その結果、インドネシア全土で様々な種類のソトが生まれた。

## 種類
インドネシア列島でソトが普及した後、各地で入手可能な食材と独特の現地の料理に応じてソトが現地化された。  その結果、数多くの種類のソトがインドネシア全土で見られる。 

### 地域別

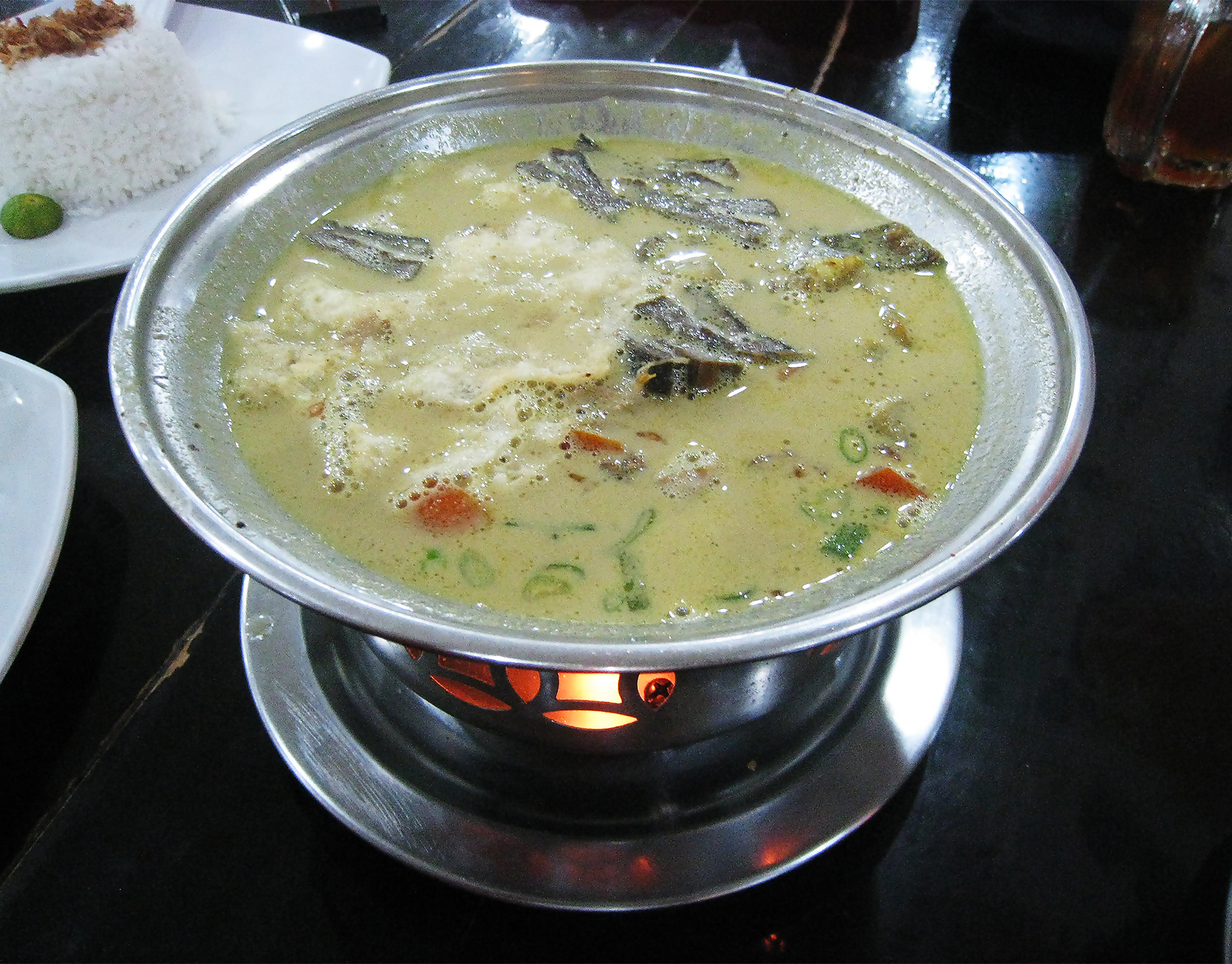
Soto Betawi ジャカルタ名物のソトベタウィ。クリーミーミルクまたはココナッツミルクスープがベースのスープに、主たる具として内臓を加えたもの。

以下に掲げるソトは、生み出された地域の地名に基づいて命名されている。 
- アンボン - 鶏肉と鶏ガラ出汁をメインとし、ウコン、ショウガ、ガランガル、ニンニク、レモングラスといった香辛料で風味づけ、着色したソト。 白米と共に提供され、トッピングとしてはもやし、細切りの鶏肉、春雨、セロリの葉のみじん切り、金色エシャロット、フライドポテトスティック、ケチャップマニス（甘い醤油）、ホットソース、ポテトコロッケなどが用いられる。
- バンドンソト - 大根入り牛肉ソト  [13]
- バンジャールソト – スターアニス、クローブ、カッシア、 レモングラス 、スパイスの効いたサンバルを香辛料で味付けし、ポテトケーキを添えたもの 。
- バニュマスソト – ピーナッツのサンバルを用いることが特徴で、通常ケトパットと一緒に食べられる。
- ベタウィソト – 牛肉または牛内臓肉を牛乳またはココナッツミルクの出汁で調理し、フライドポテトとトマトを添えたもの。
- ケディリソト – ココナッツミルクのスープを用いたの鶏肉のソト。
- Kudus soto – バリの名物。ここで広く信仰されているヒンドゥー教の戒律により牛肉を食すことが禁じられているため、水牛肉を使用したもの。
- Lamongan soto – インドネシア首都圏で人気のストリートフード。後述するマドゥラソトの派生形。
- マドゥラソト、ソトスルンまたはソトアンベンガン – 黄色がかった透明な出汁をベースに、鶏肉、牛肉、内臓を主な具としたもの。
- マカッサルソト [14]又はコトマカッサル - 米の研ぎ汁で煮込んだ牛肉や牛の内臓のソト。揚げ落花生が添えられる。
- メダンソト - ココナッツミルクと鶏肉、豚肉、牛肉、内臓のソト。ポテトコロッケが添えられる（ perkedel ）。 ここで使用される肉は、料理が出される前、或いは混ぜられる前に揚げられる。
- プカロンガンソト又はtautoプカロンガン [15] - タウコで味付けされたソト （発酵味噌状の調味料）。
- スマランソト -  キャンドルナッツ 、米、コロッケ、テンペなどと混ぜられる鶏肉のソト。多くの場合、 サテケラン、tripes、或いはウズラの卵と食される。ソトスマランはソトバンコクとも呼ばれるもので、スマランにあるバンコク交差点にちなんで名付けられた [16]。
- テガルソト又はサウトテガル、プカロンガン - ソトとほぼ同じもので、タウコを用いたもの。

### 主成分別

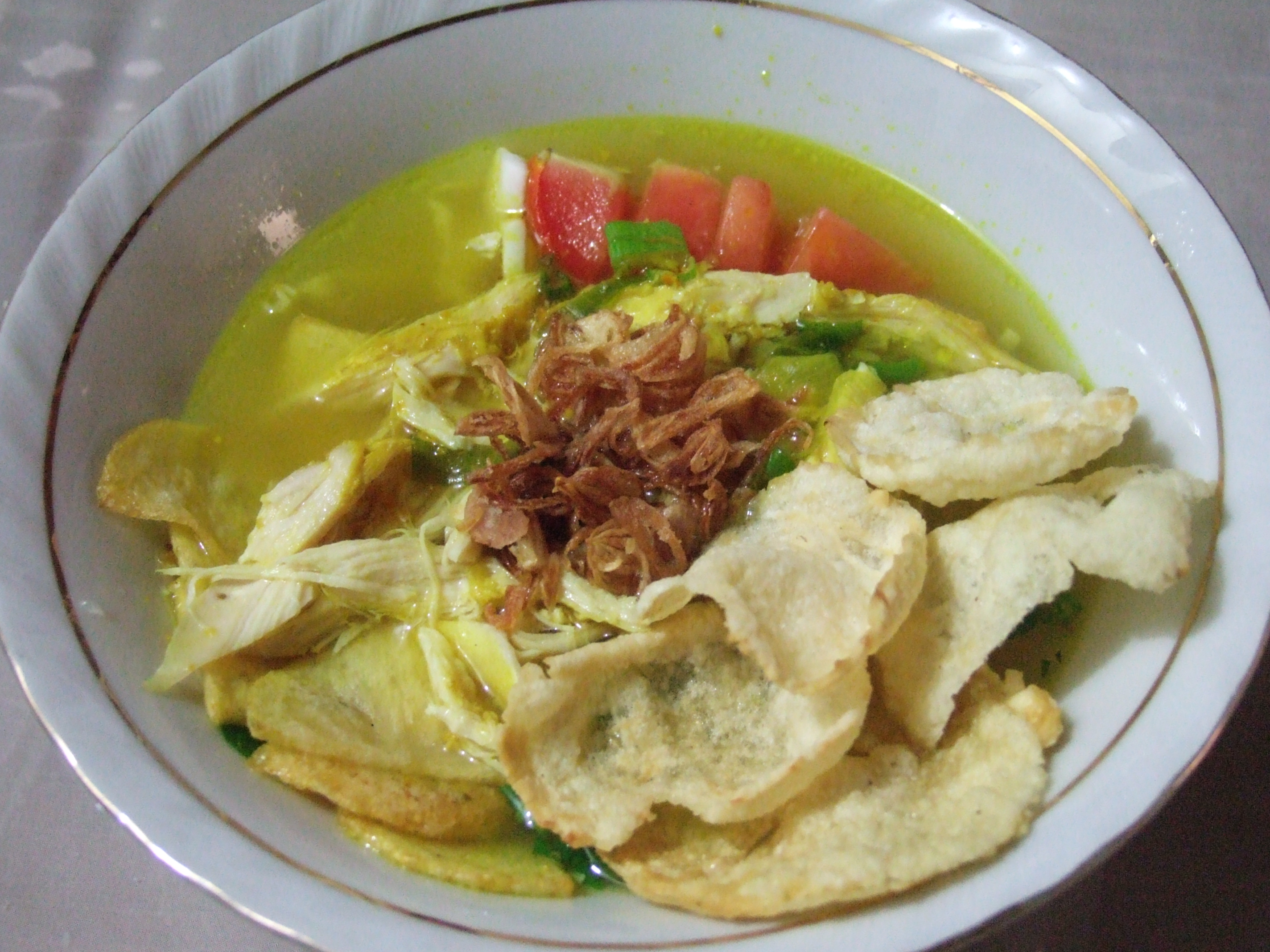
エンパイクラッカーと揚げたエシャロットを添えた、澄んだ黄色いスープに特徴があるソトアヤム。

- ソトアヤム [17] - 黄色い辛味のあるスープに鶏肉をロントン、ナシエンピット、ケトゥパットまたはヴェルミチェッリとともに入れたもの。 インドネシアのみならず、隣国のシンガポールやマレーシアにおいても広く見られる。いくつかの派生料理ではセロハン麺が用いられる [18] [19]。
- ソトチェケル -  鶏の足のソトであり、エシャロット、ニンニク、レモングラスなどの香辛料を使用したもので、透明な黄色がかった辛味のあるスープが特徴であり [20] 、ジャカルタなどのジャワ島の多くの主要都市やバリ島などの屋台で人気がある。ワルンや謙虚なレストランでは、ソトチェケルはソトアヤムの派生料理としてとして提供されることが多い [21]。
- ソトババット - 牛や山羊のトライプ を主たる具とし、出汁は黄色の辛味のあるココナッツミルクで、 春雨 、ジャガイモ、野菜を添えたもの。通常はご飯と一緒に食べられる。 インドネシア全土に普及している。
- ソトカキ （原義は「足のソト」） - 牛の足に由来する腱と軟骨を用いた、黄色で辛味のあるココナッツミルクスープであり、 春雨 、ジャガイモ、野菜、 クルプックとともに提供される。 ベタウィ料理の一種で、ジャカルタのご当地グルメ。
- ソトタンカル - 上述の料理同様、こちらもベタウィ料理である。みじん切りのヤギ肉や牛リブ、牛肉ブリスケットがココナッツミルクベースのスープに入っており、ウコン、ニンニク、エシャロット、唐辛子、コショウ、キャンドル、クミン、ガランガル、コリアンダー、シナモン、ベイリーフ（ダウンサラーム）、カフィアライムの葉を香辛料として用いたもの [22]。
- ソトミー（シンガポールとマレーシアにおけるソトで、ミーソトとも綴られる） - 黄色く辛味があり、牛肉若しくは鶏肉から取った出汁に麺を入れる。[23]インドネシアをはじめ、シンガポールやマレーシアで一般的に見られる。
- ソトバビ - ヒンドゥー教徒が大多数を占めるバリ島名物の豚肉ソト。インドネシア列島の他島ではムスリムが多数派のため、豚肉を用いた料理は宗教的禁忌から憚られる[24]。

## 付け合わせ
- ウズラの卵または鶏の卵の煮込み

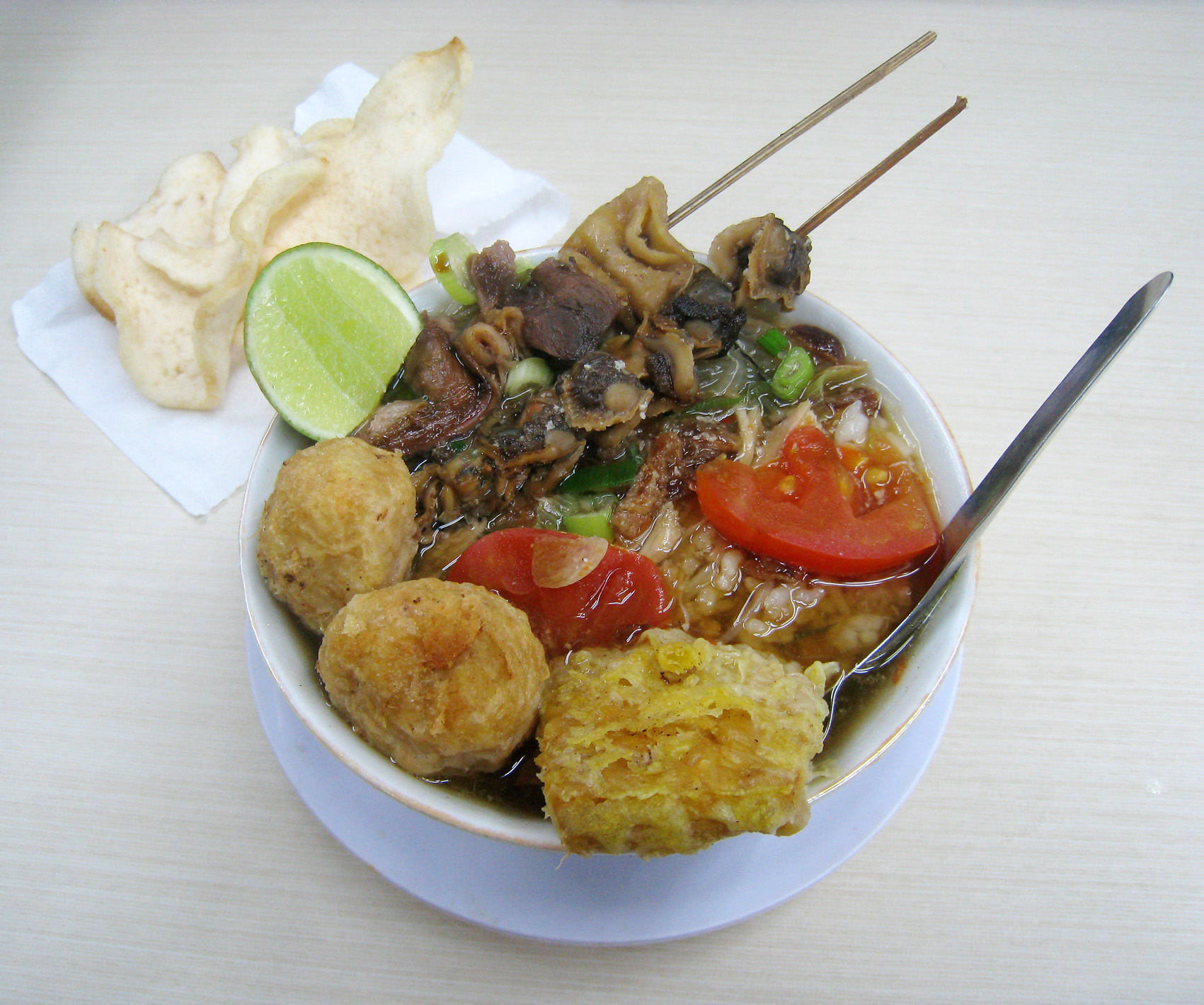
スマランのソトバンコン。鶏のソト、ザルガイ、トライプサテー、揚げテンペ、ペルケデルが具として用いられている。

- ザルガイ科のコックル （ サテケラン ）
- 串焼き（トライプ） （ sate babat ）
- サテ
- 唐揚げ
- エビクラッカー
- グネモンシードクラッカー（ emping ）
- 揚げ豆腐またはテンペ
- マッシュポテトパテ（ perkedel ）
- 緑豆もやし （ タウジ / ケカンバ ）
- ホットチリソース（ サンバル ）
- 甘い醤油
- 揚げエシャロット（ バワンゴレン ）
- 辛味入り揚げココナッツおろし（ セルデン ）
- クラッカー（ クルプック ）
- ライムジュース、酢で代用することも、

## 材料

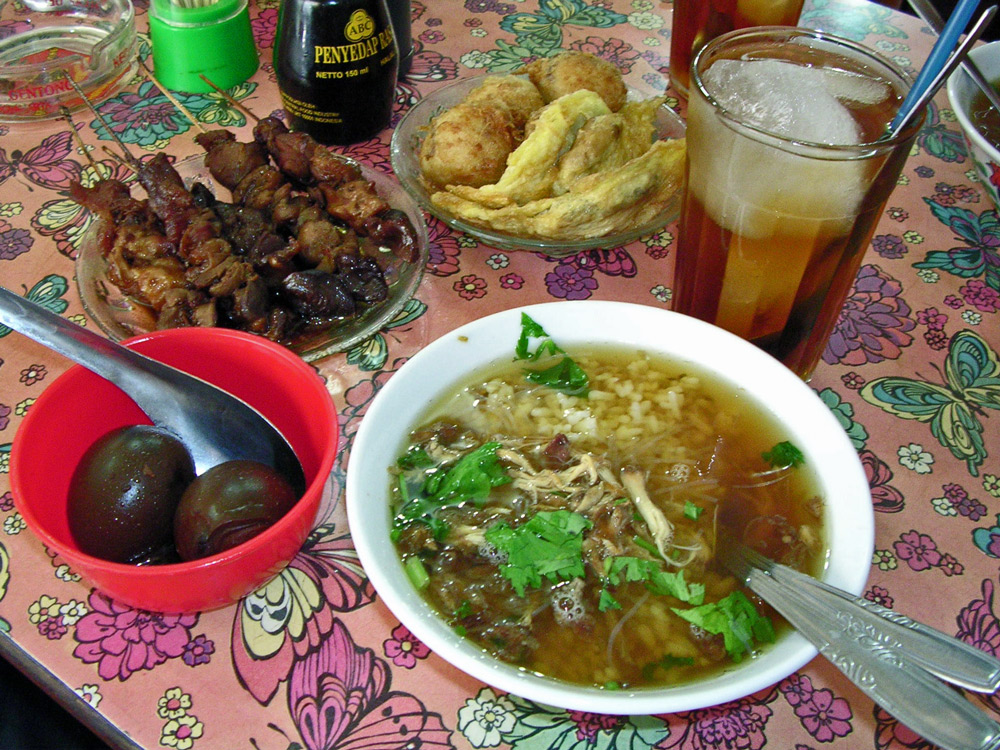
鶏のそと卵とトライプのサテ

最も一般的に使用される肉は鶏肉と牛肉であるが、 内臓肉、羊肉、水牛肉なども使用される。 豚肉はイスラム教徒が多数を占めるインドネシアの伝統的なソトでは殆ど用いられないが、 ヒンドゥー教が多数のバリではソトバビ （豚ソト）という形で食される。  スープは通常、 米または圧縮餅（ lontong 、 ketupat 、 burasa ）と共に食される。 また、ミノ、ハチノス 、センマイなどのホルモン肉も用いられる。 
ソトの他の具としては、ソウン（ビーフン ）、緑豆もやし、ねぎ などが挙げられる。香辛料には、 エシャロット 、 ニンニク 、 ターメリック 、 ガランガル 、 ジンジャー 、 コリアンダー、キャンドルナッツ、 コショウなどが用いられる。 
スープの色、厚さ、粘り気は、レシピによって異なることも多い。ウコンで着色した黄色透明のスープやココナッツミルク、牛乳を用いたものもある 。 
マレーシアとシンガポールのソトは、チキンブイヨンを基に作られ、辛味がある。  かかる国におけるソトは、東ジャワのソトラモンガンやソトマドゥーラとよく似ており、透明でわずかに黄色い、一般的なソトアヤムに由来する。このような国におけるソトは、他の多くの料理と同様、20世紀初頭に多くのジャワ系移民によって持ち込まれたものである。 

## ギャラリー

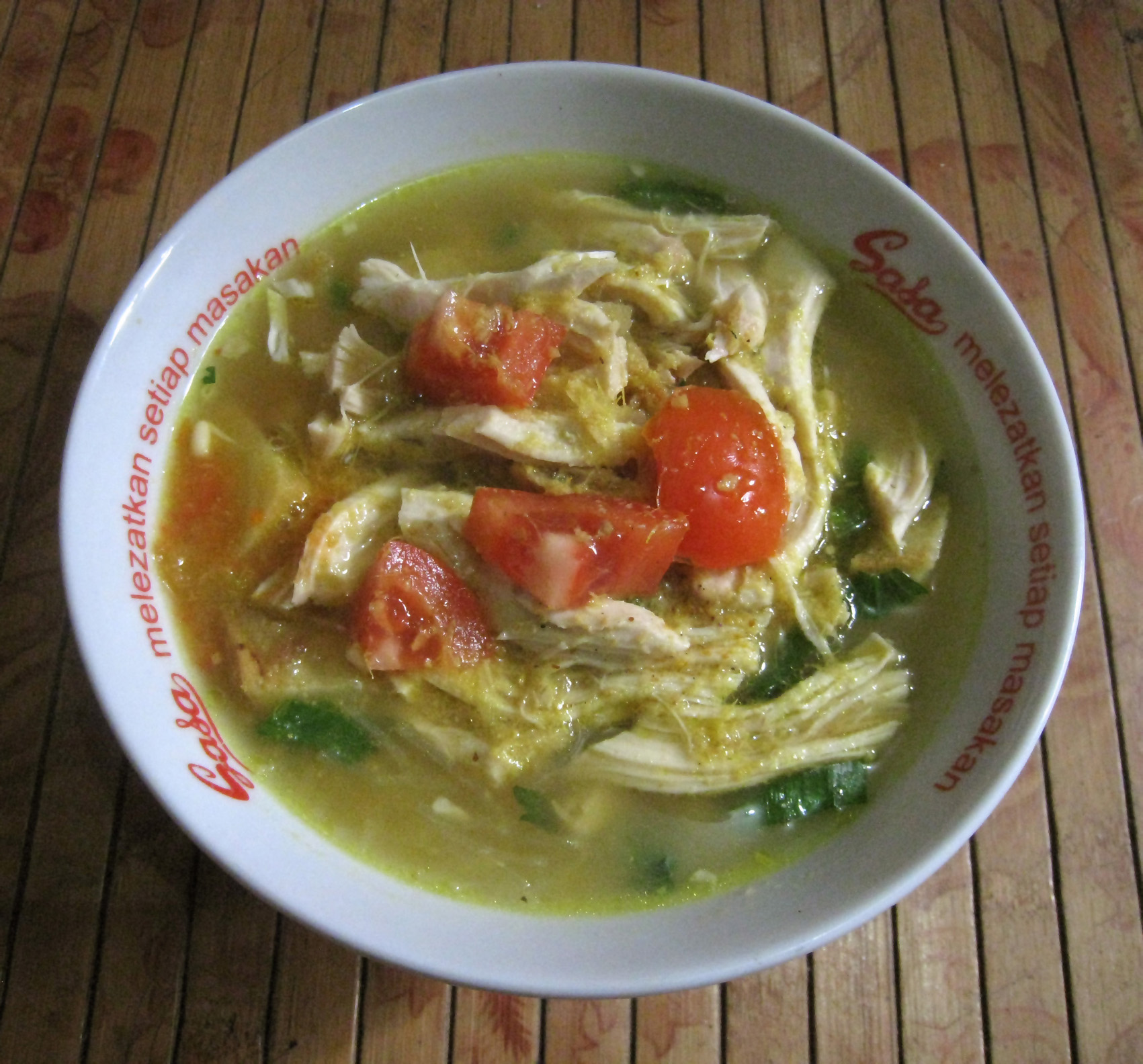
ソトアヤム。ターメリックを始めとする香辛料を入れたスープと鶏肉に特徴がある。
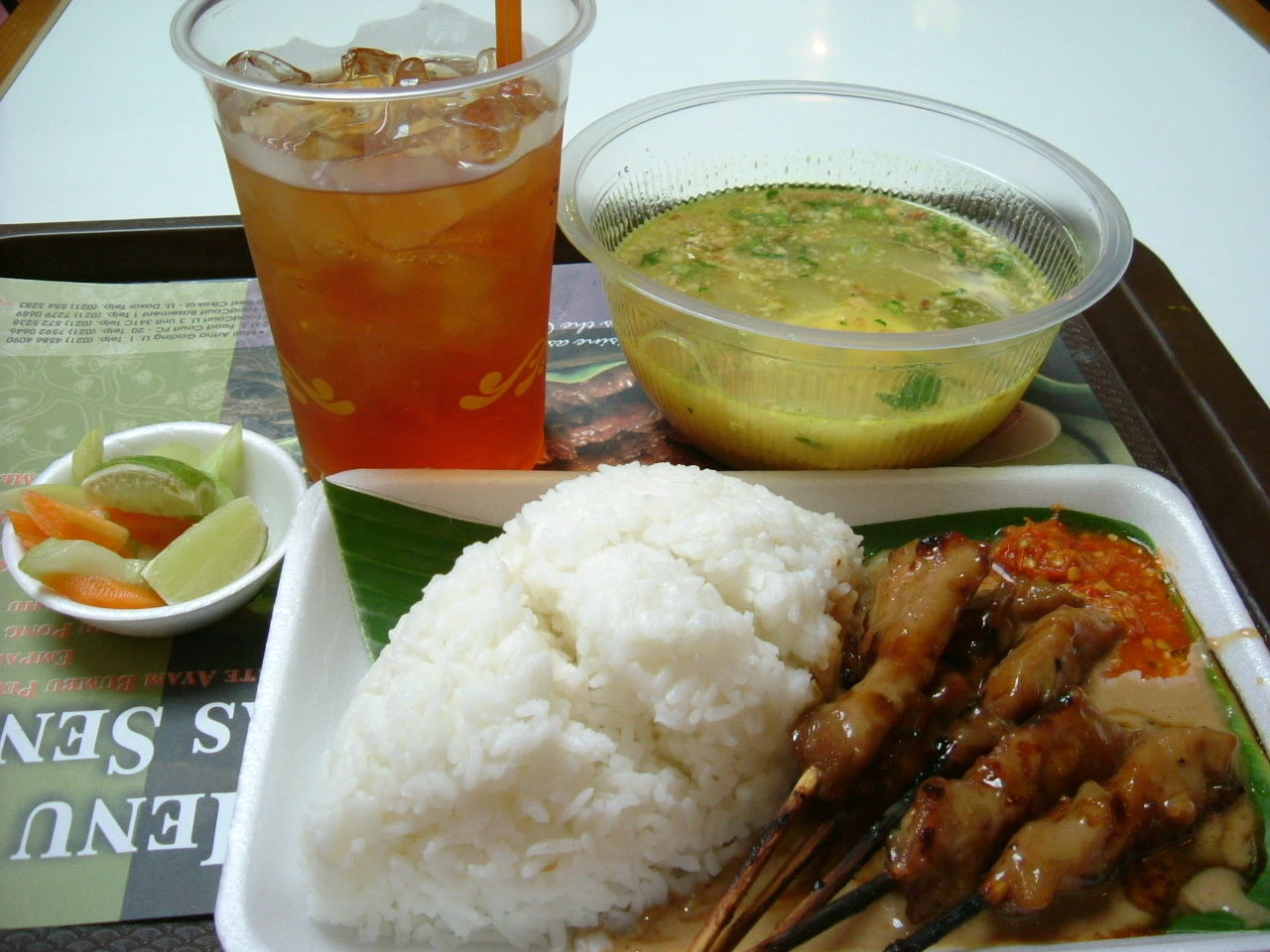
ソトアンベンガン
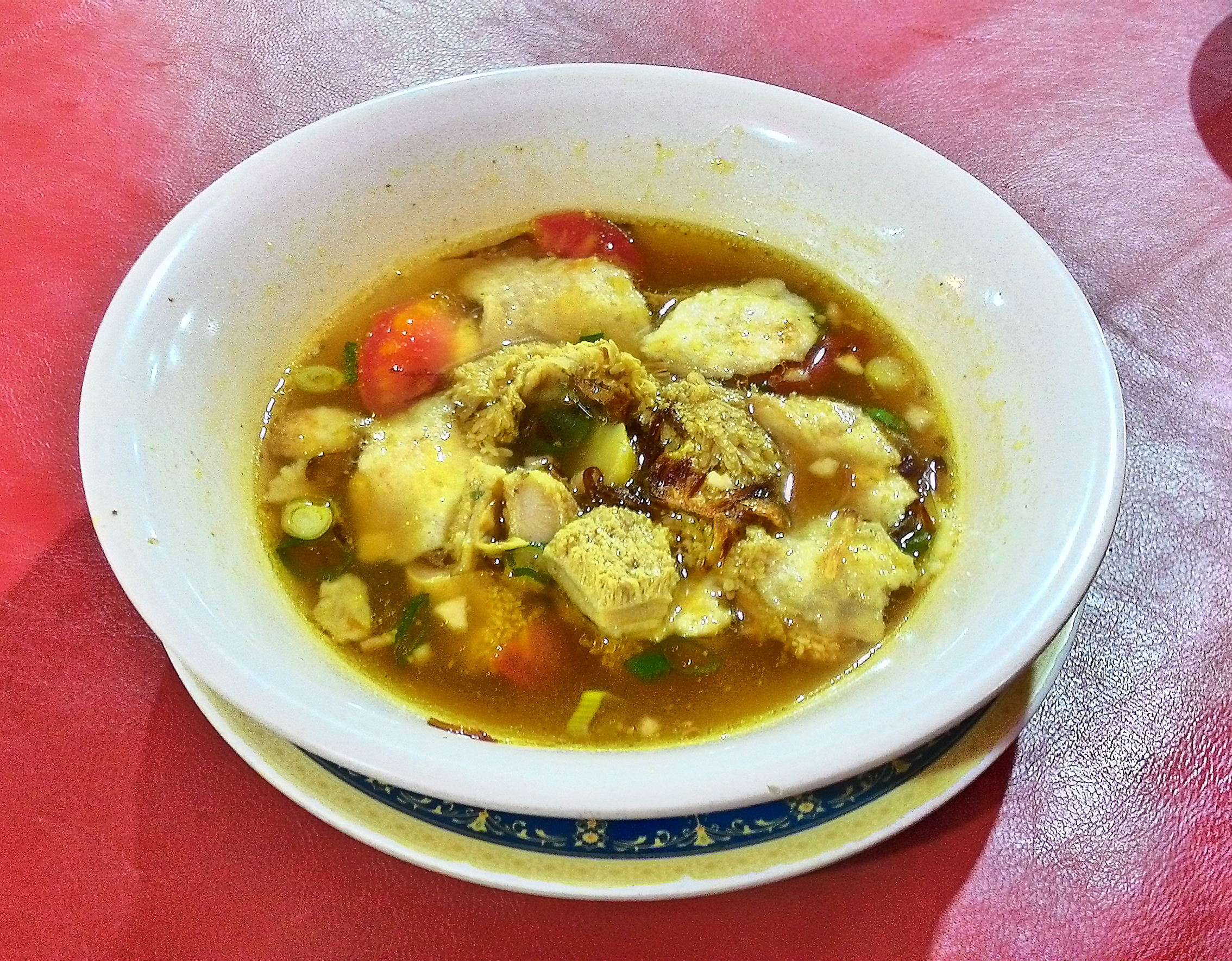
ソトババッ、胃袋を使ったソト。
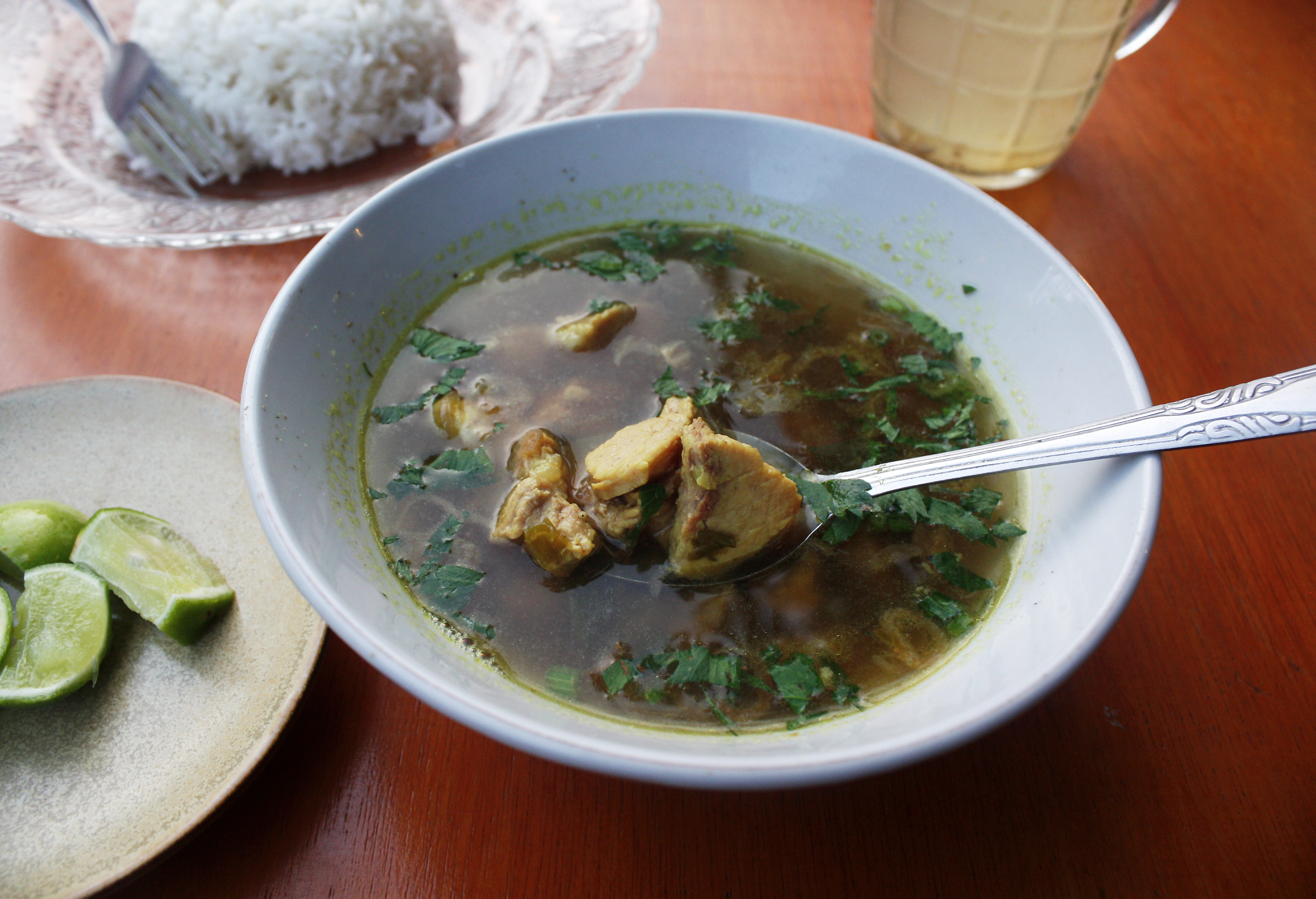
ソトバビ、つまりは豚肉ソト。ヒンドゥー教の島、バリ島の料理の一種。
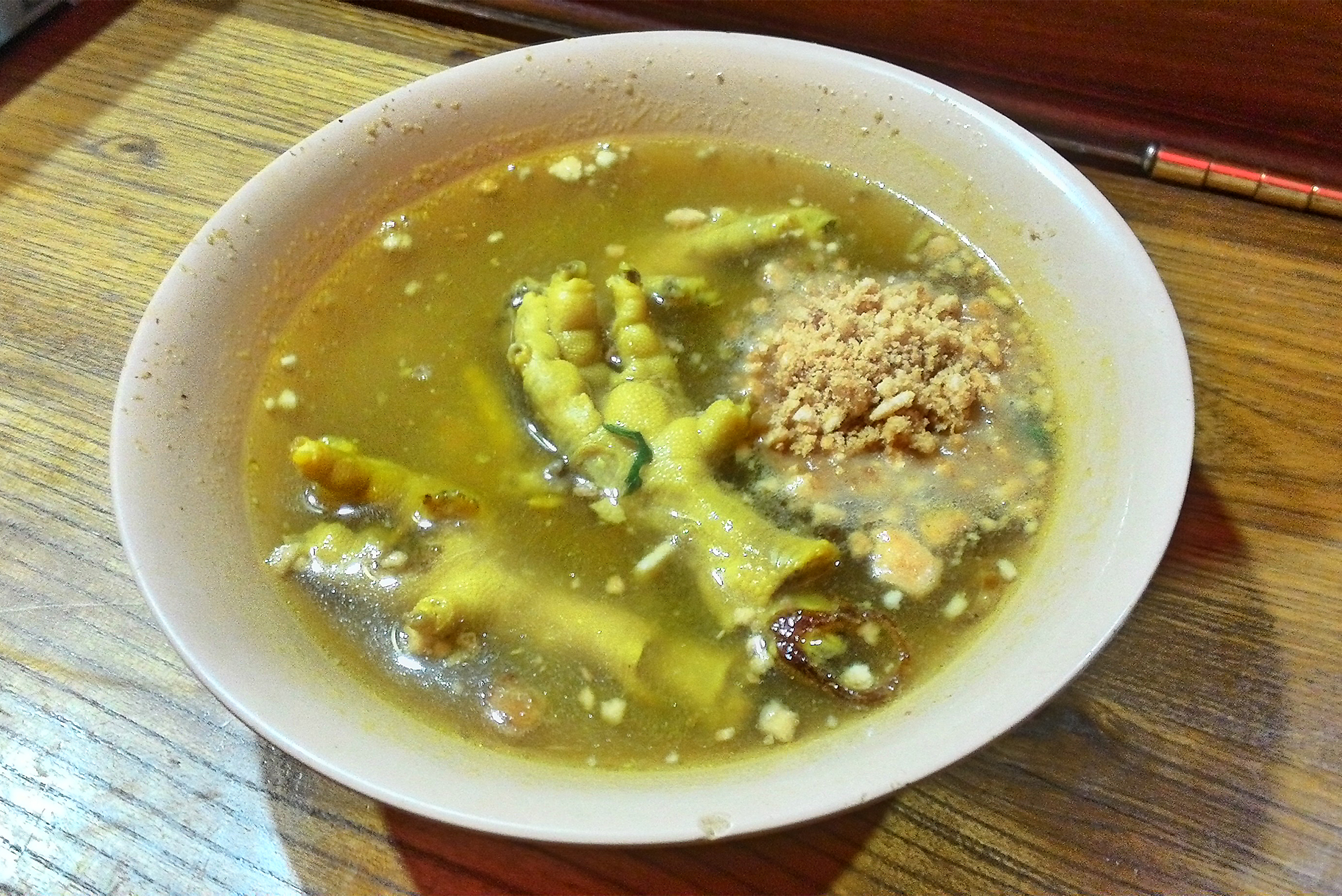
ソトチェケル、鶏足ソト
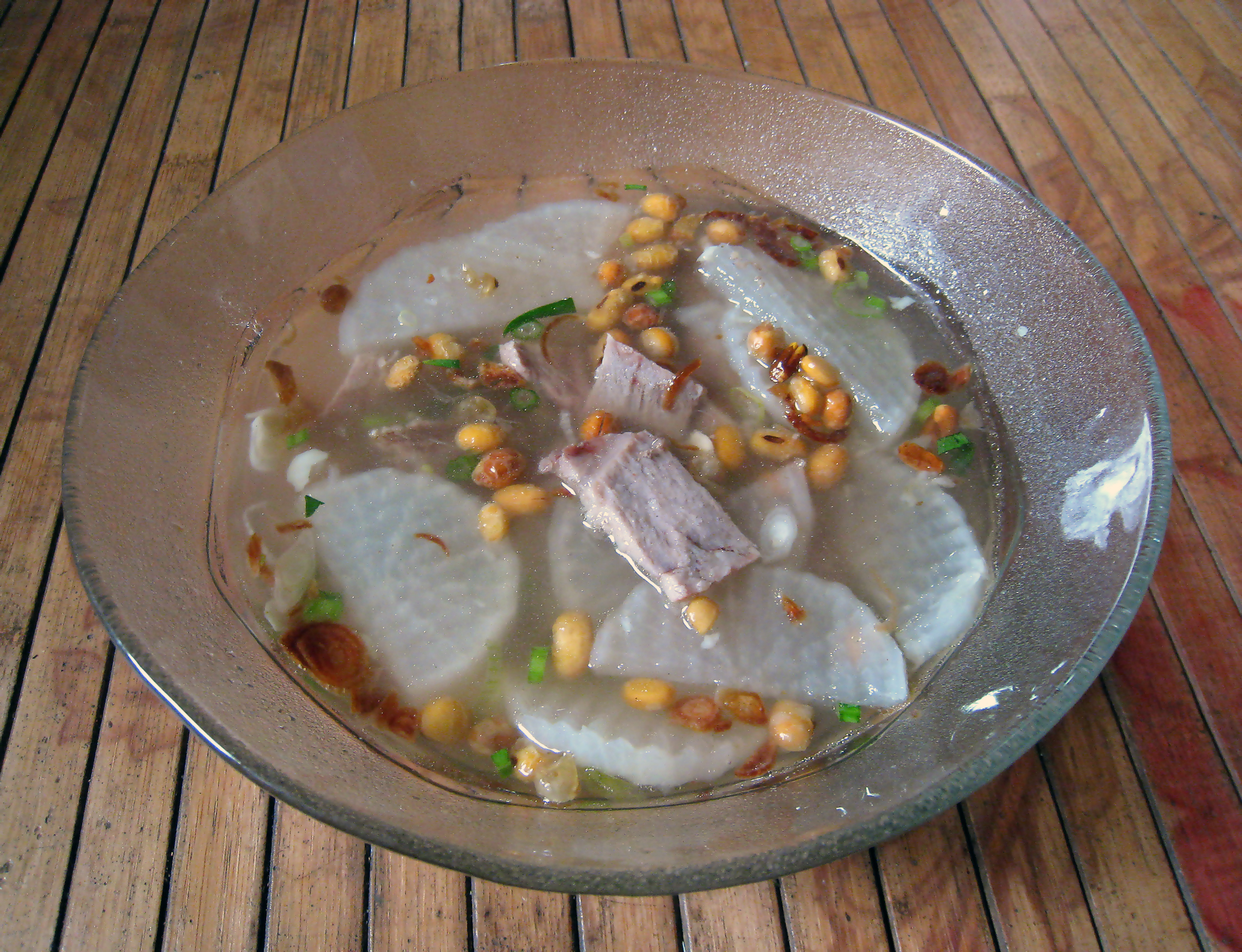
ソトバンドン 、白身大根と大豆炒めを具とする
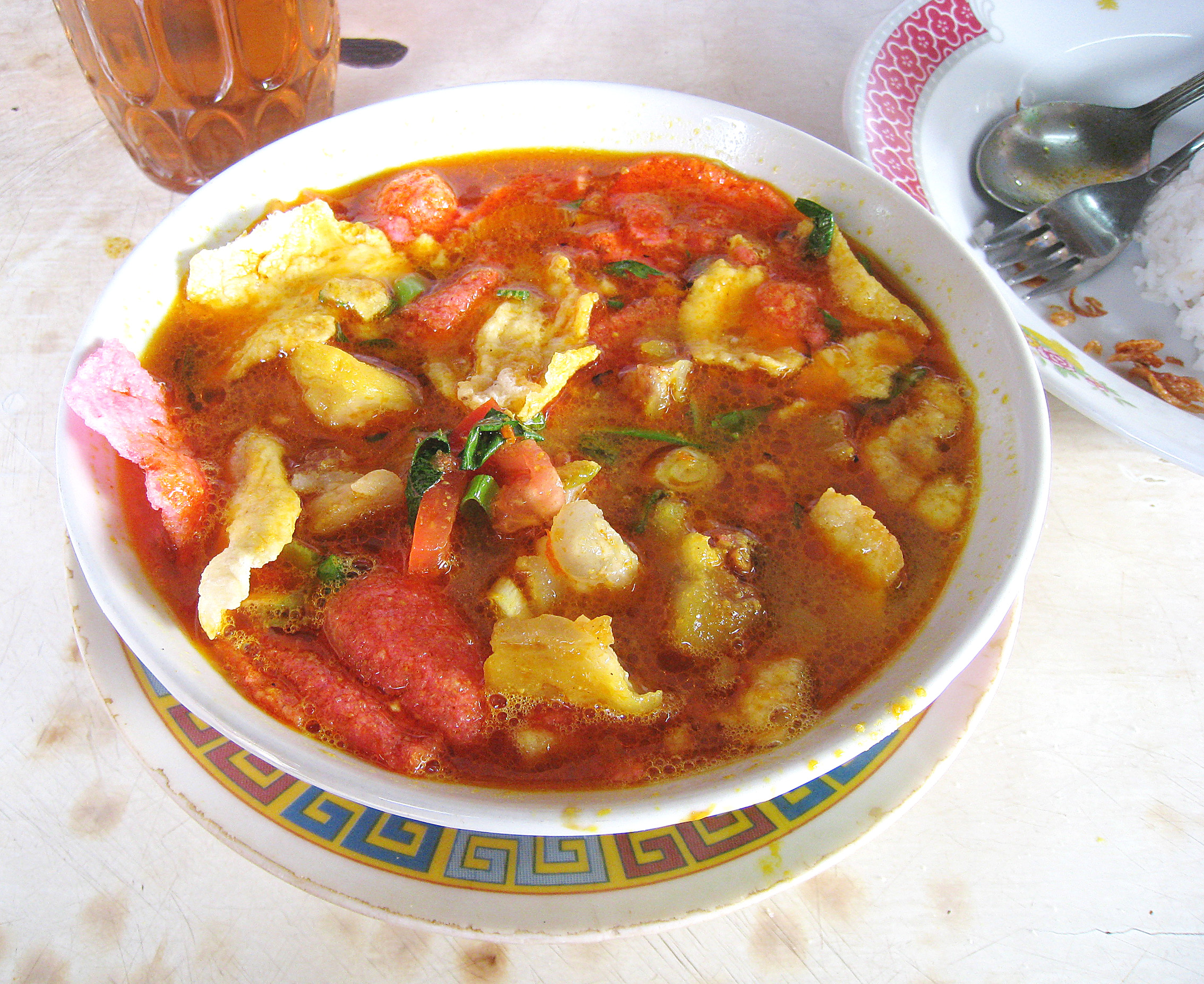
ソトカキ mencos（牛の足の腱のソト）、 ブタウィ料理専門
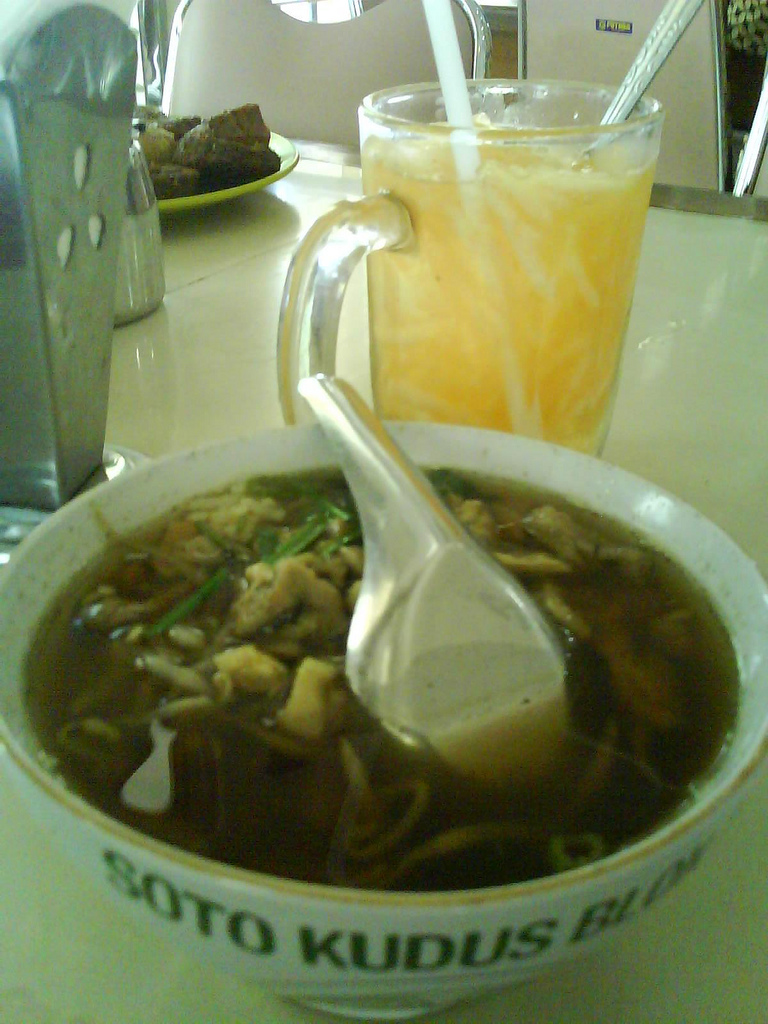
ソトクドゥス、チキンソトの一つ。
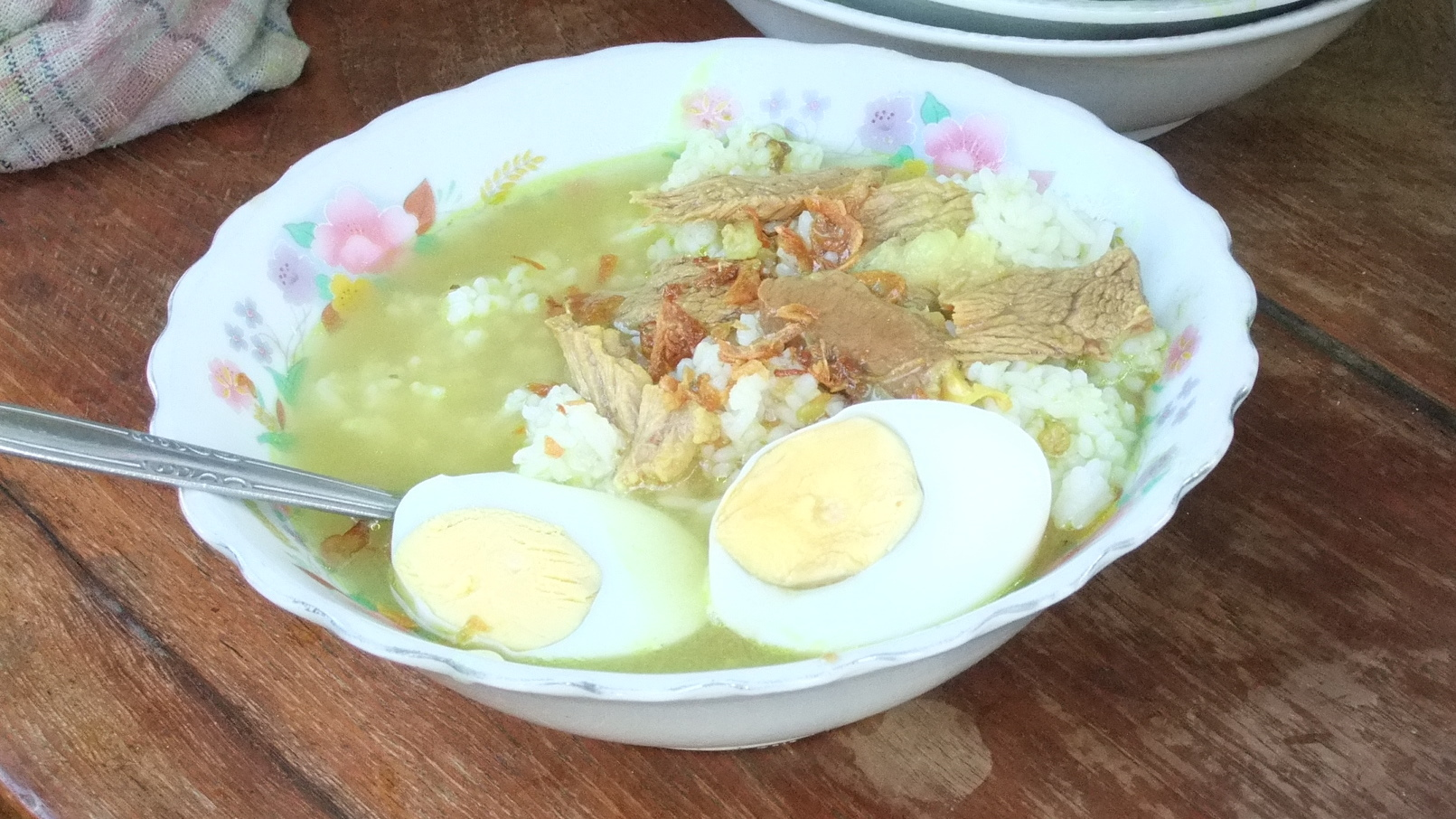
ソトマドゥラと卵
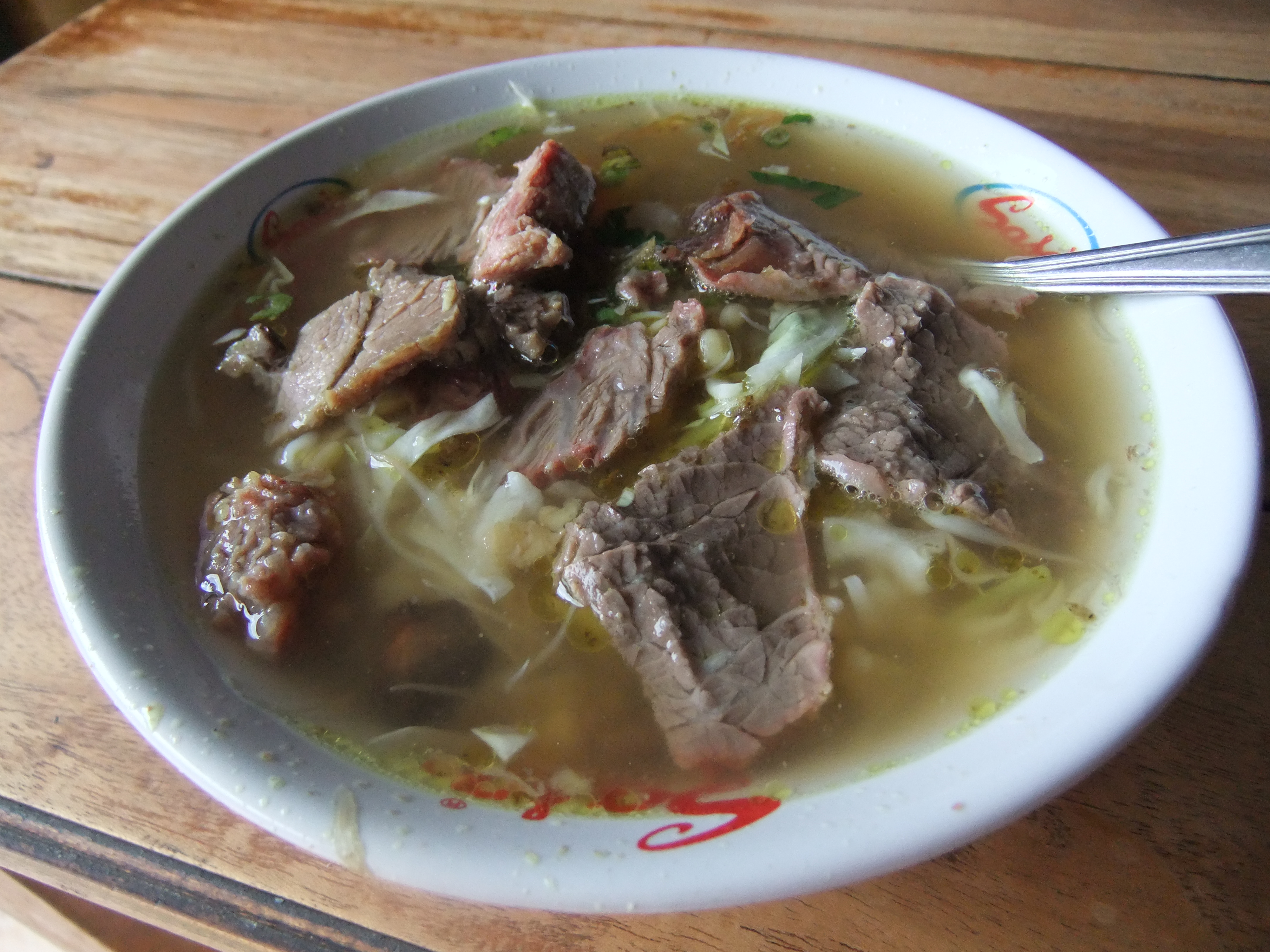
ソトサピ、ジョグジャカルタにて。
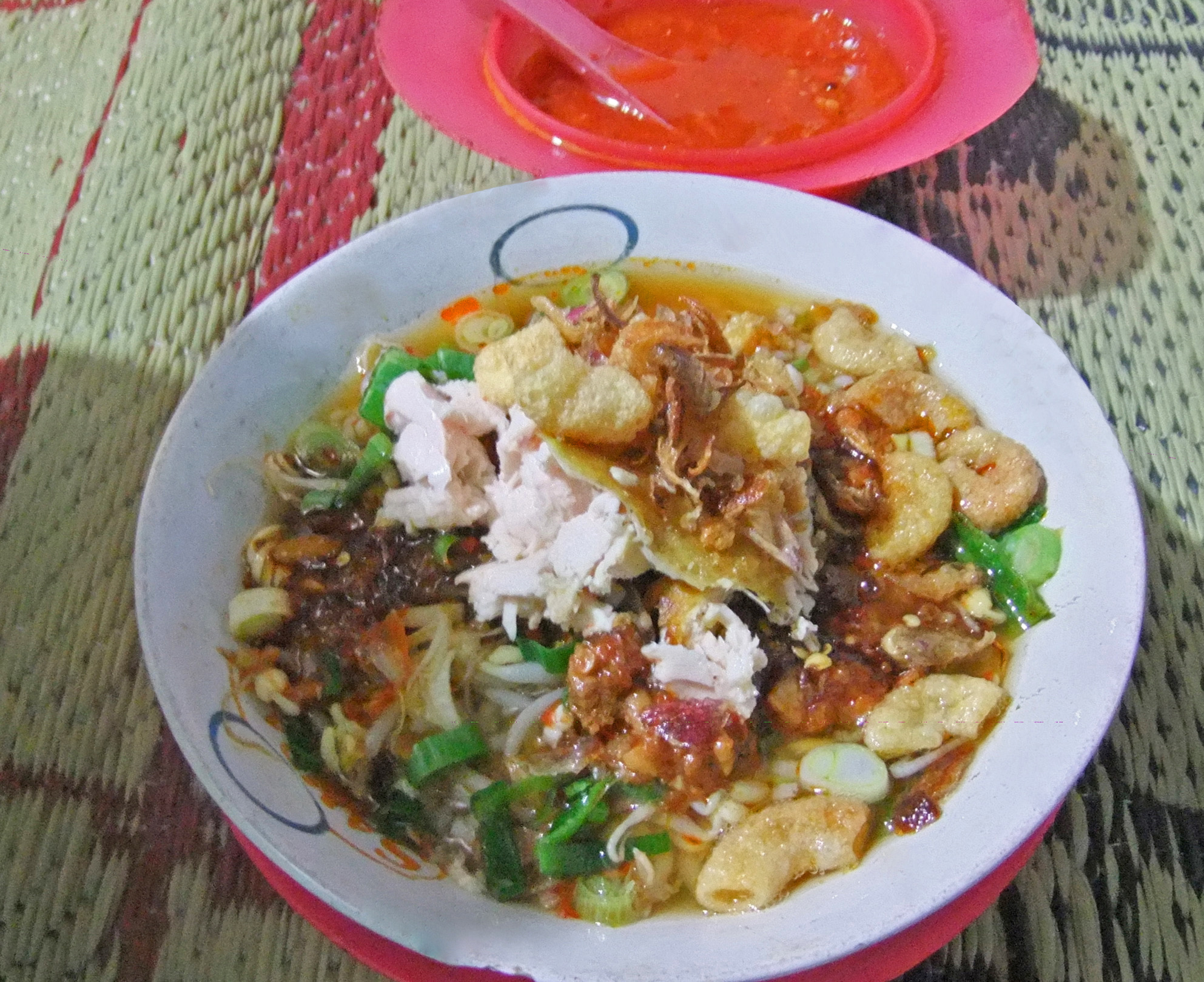
サウトテガル、鶏肉を主な具とする。
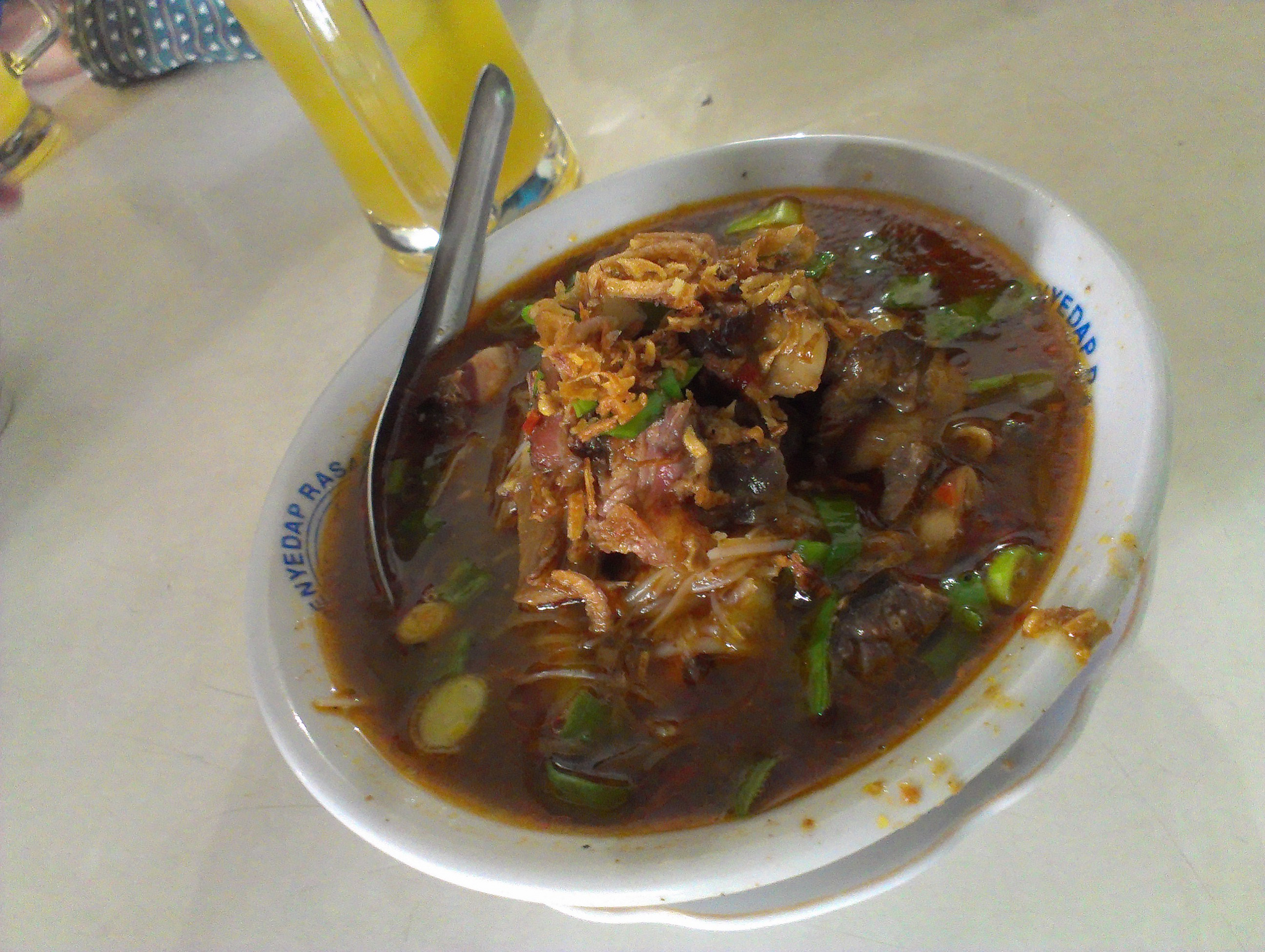
タウトペカロンガン
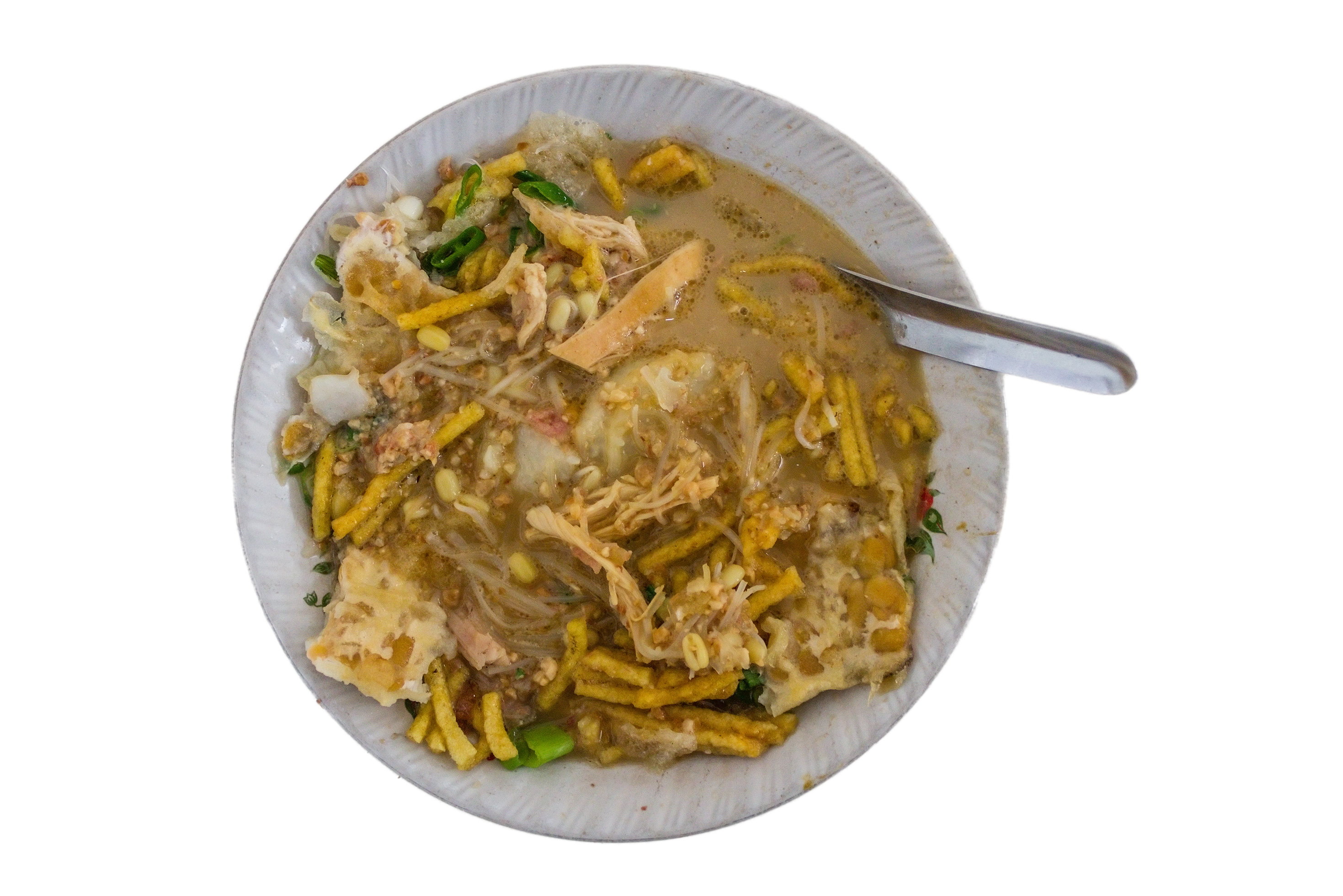
ソトプルウォケルト
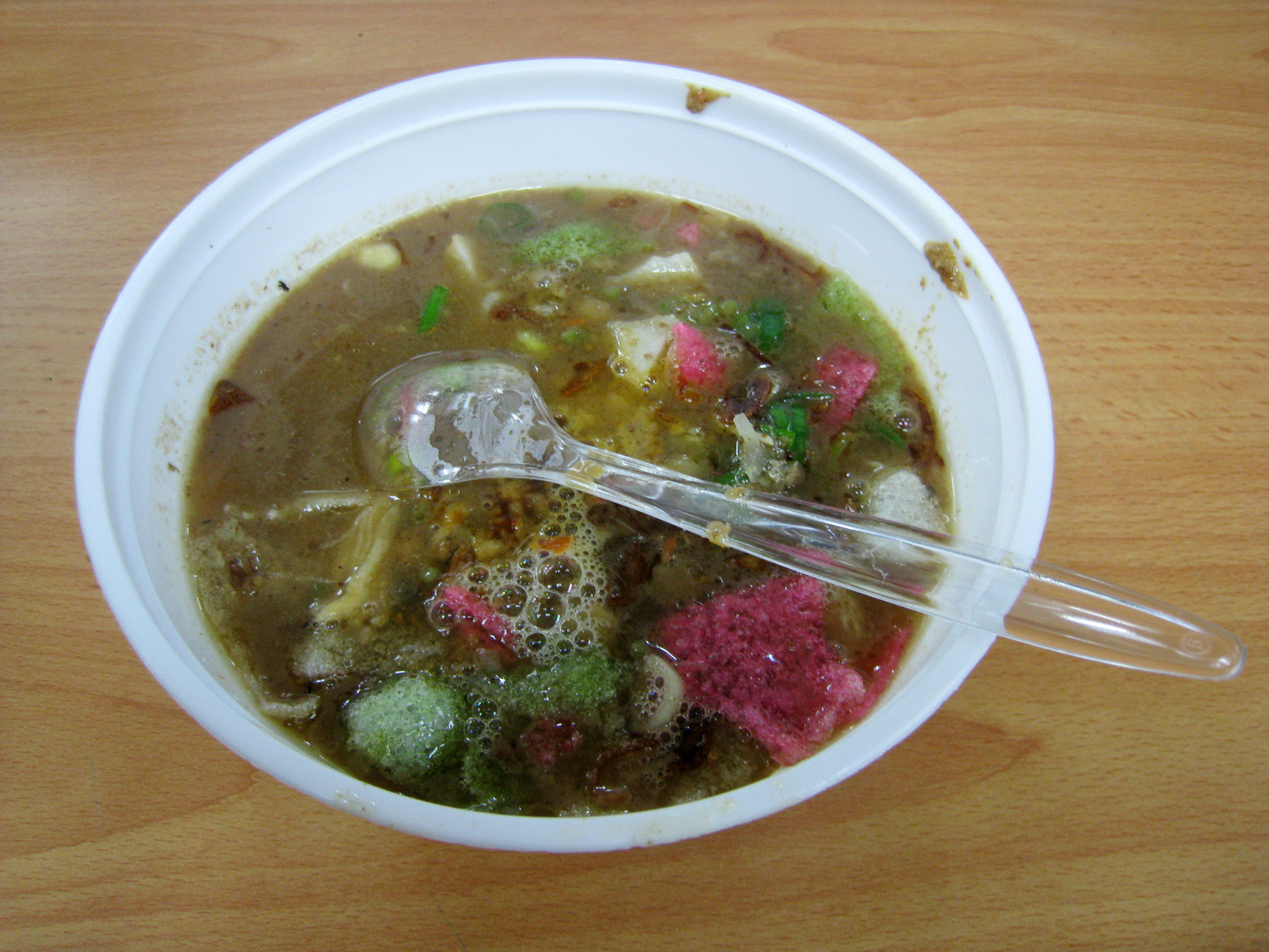
スロト・ソカラジャ、 バニュマス
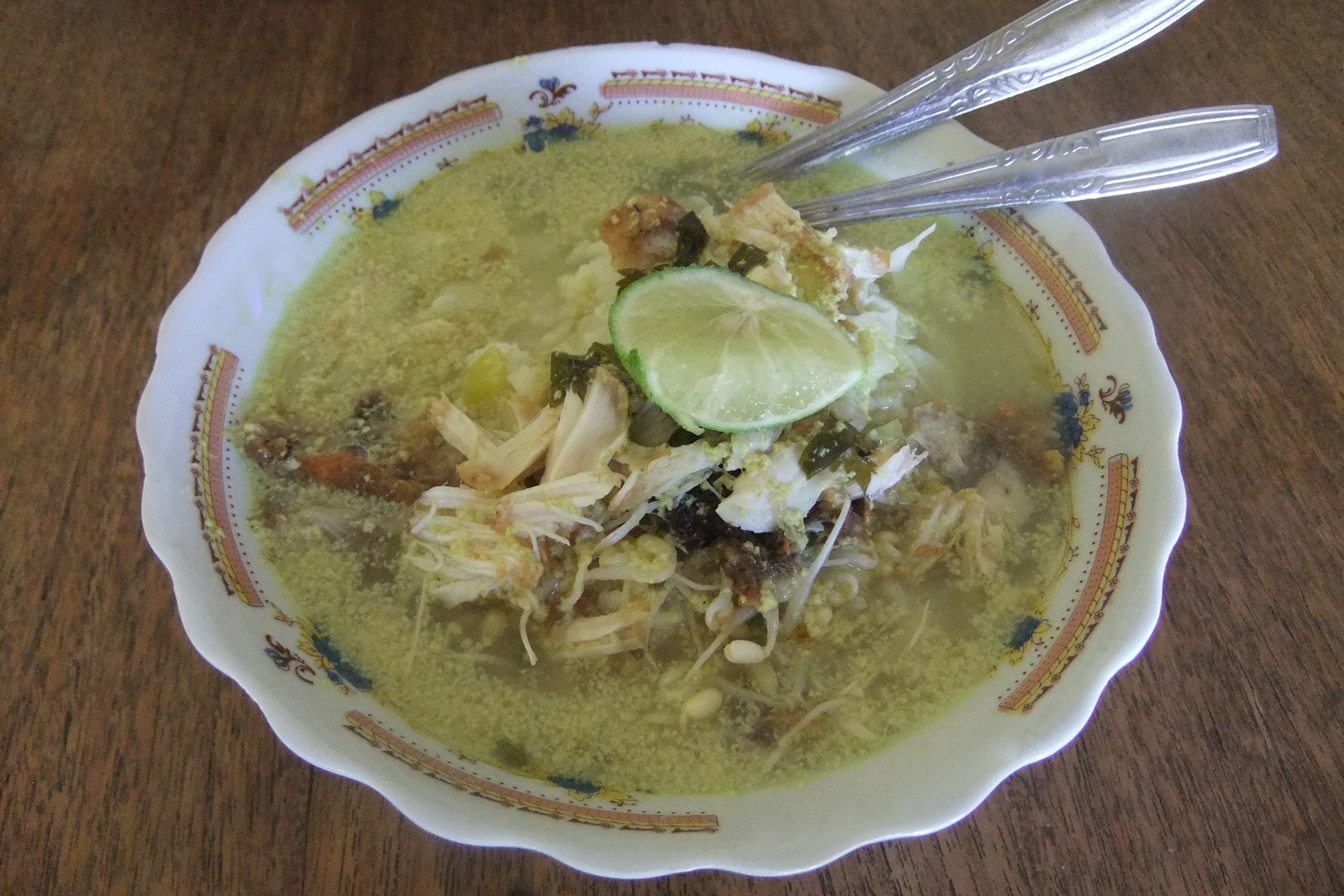
ソトケディリ
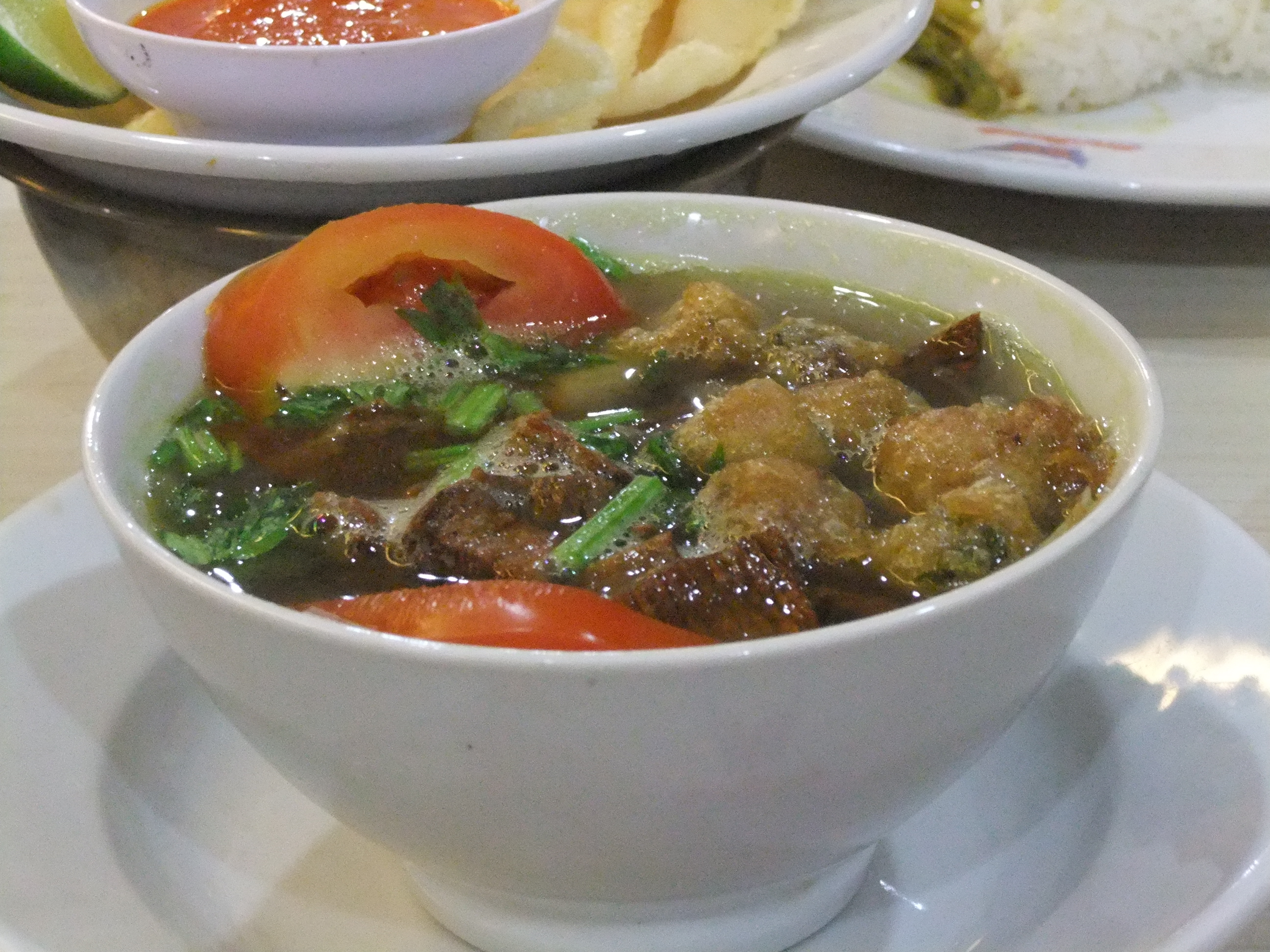
ソトパダン、牛肉を用いたソト
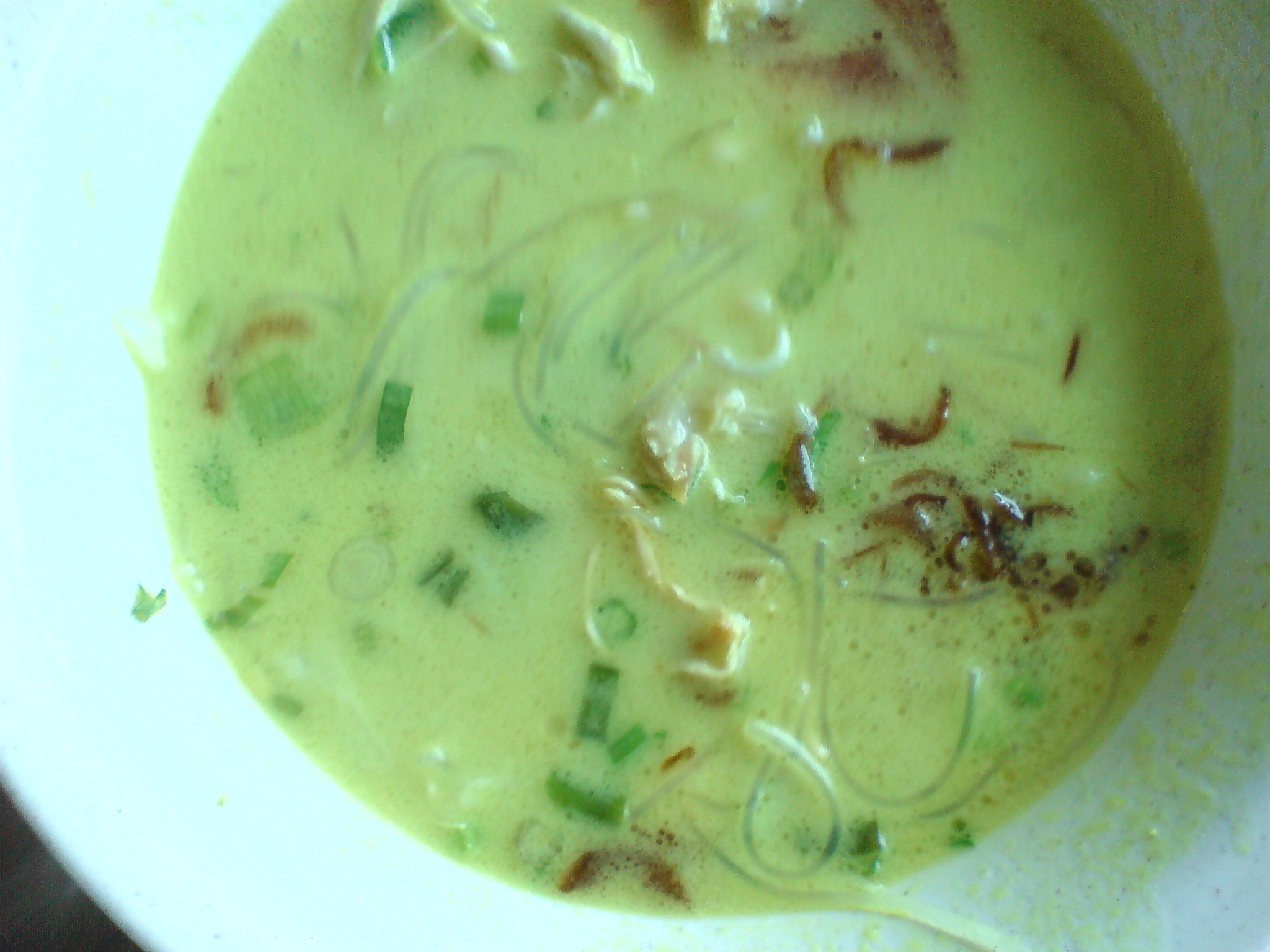
ソトメダン
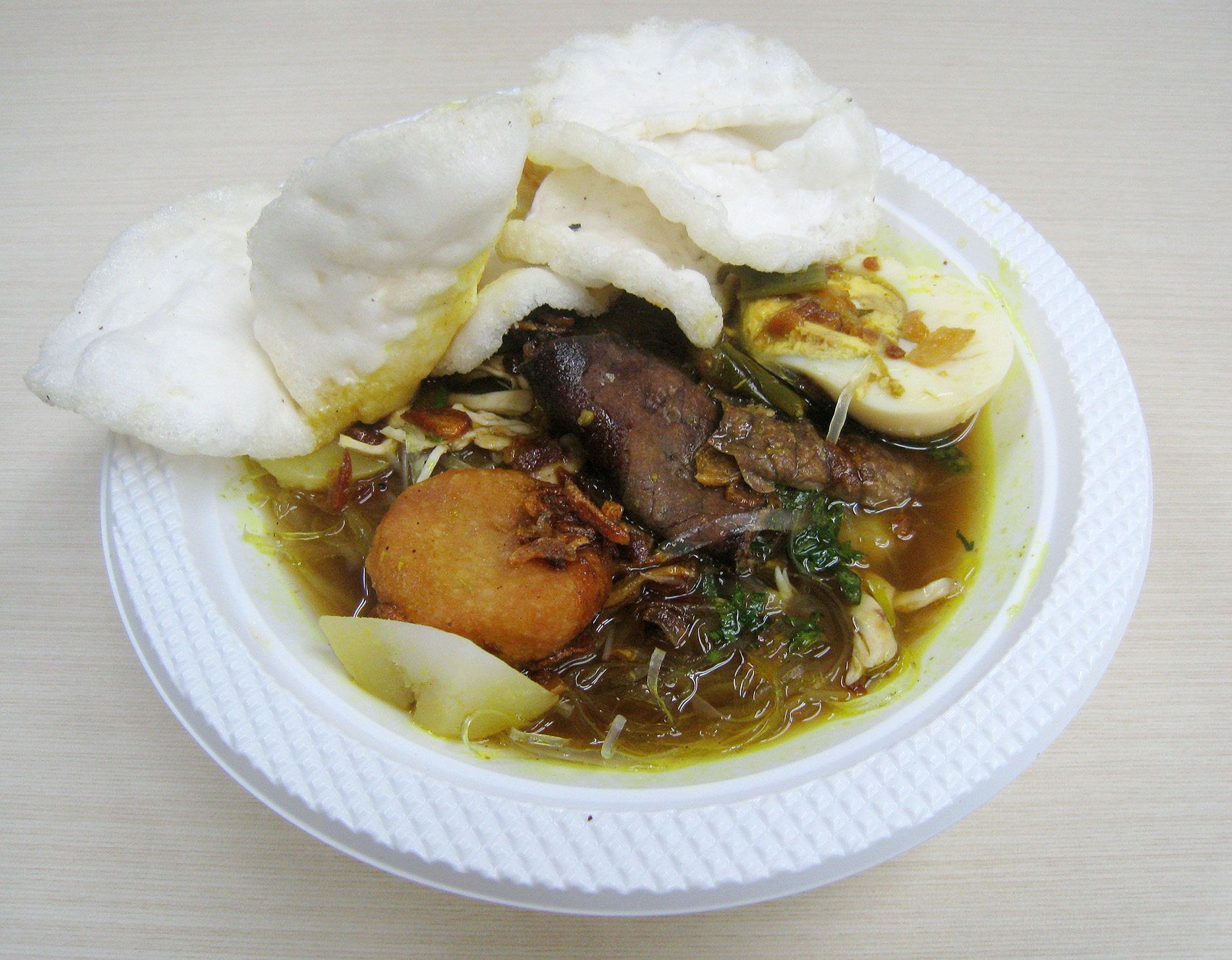
ソトバンジャール
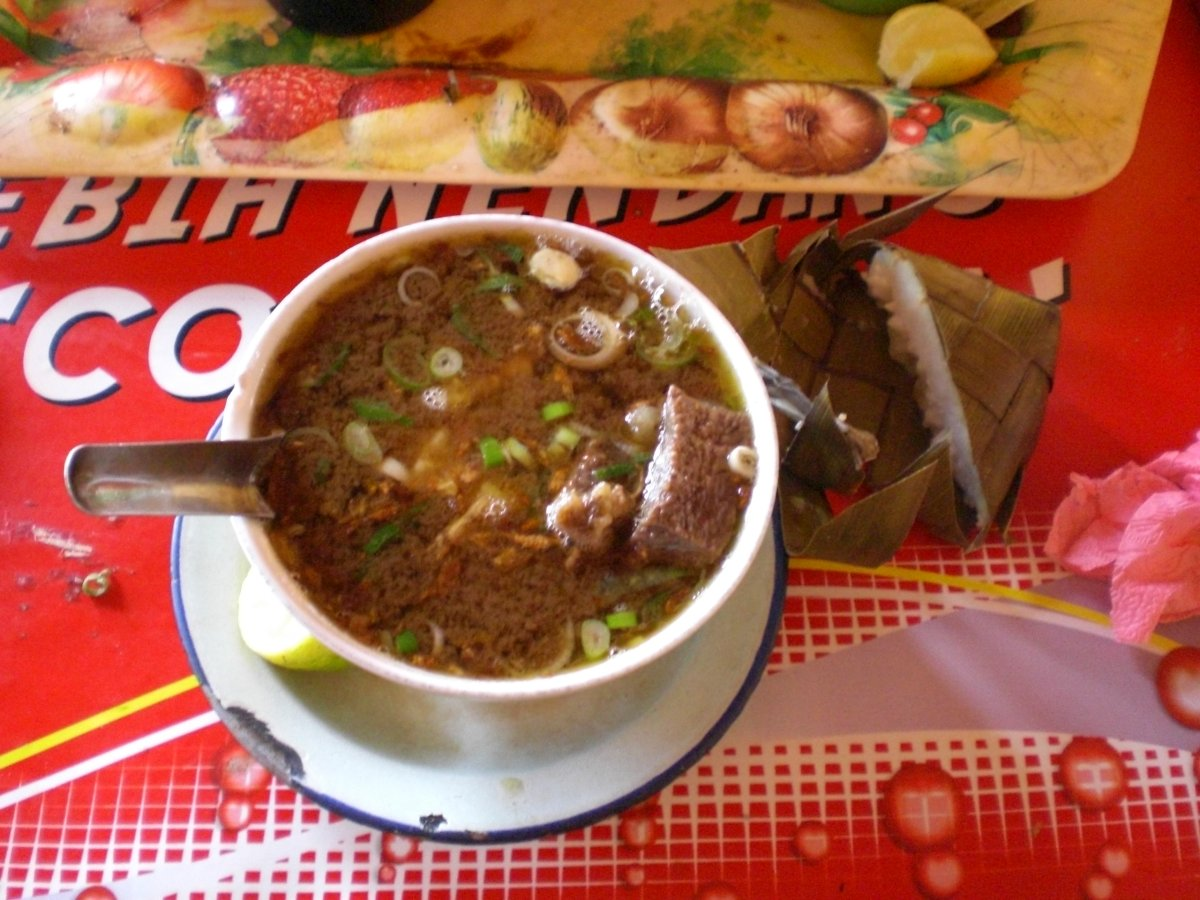
コトマカッサル、牛肉ソト
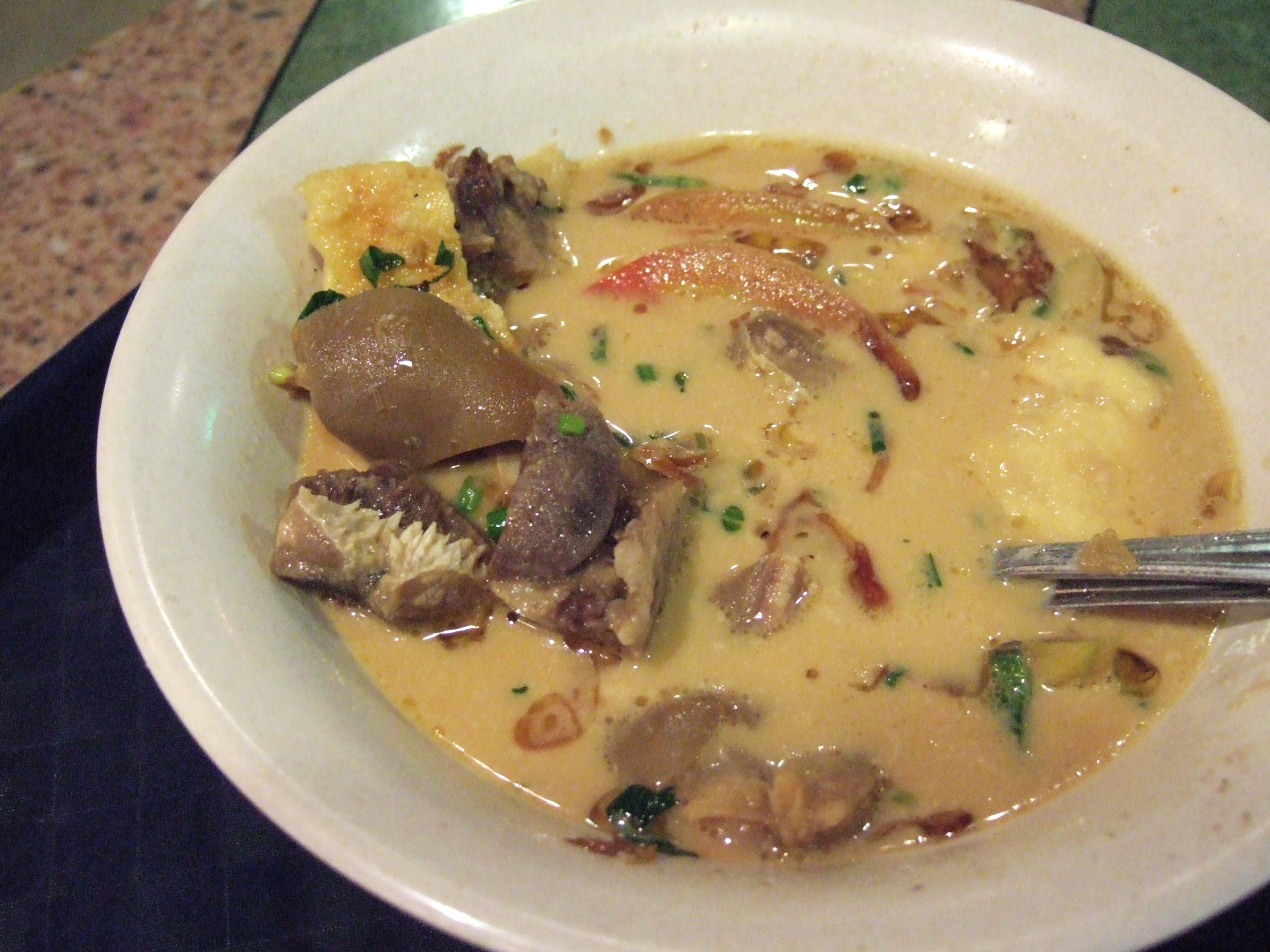
ソトカンビン、ヤギ肉ソト
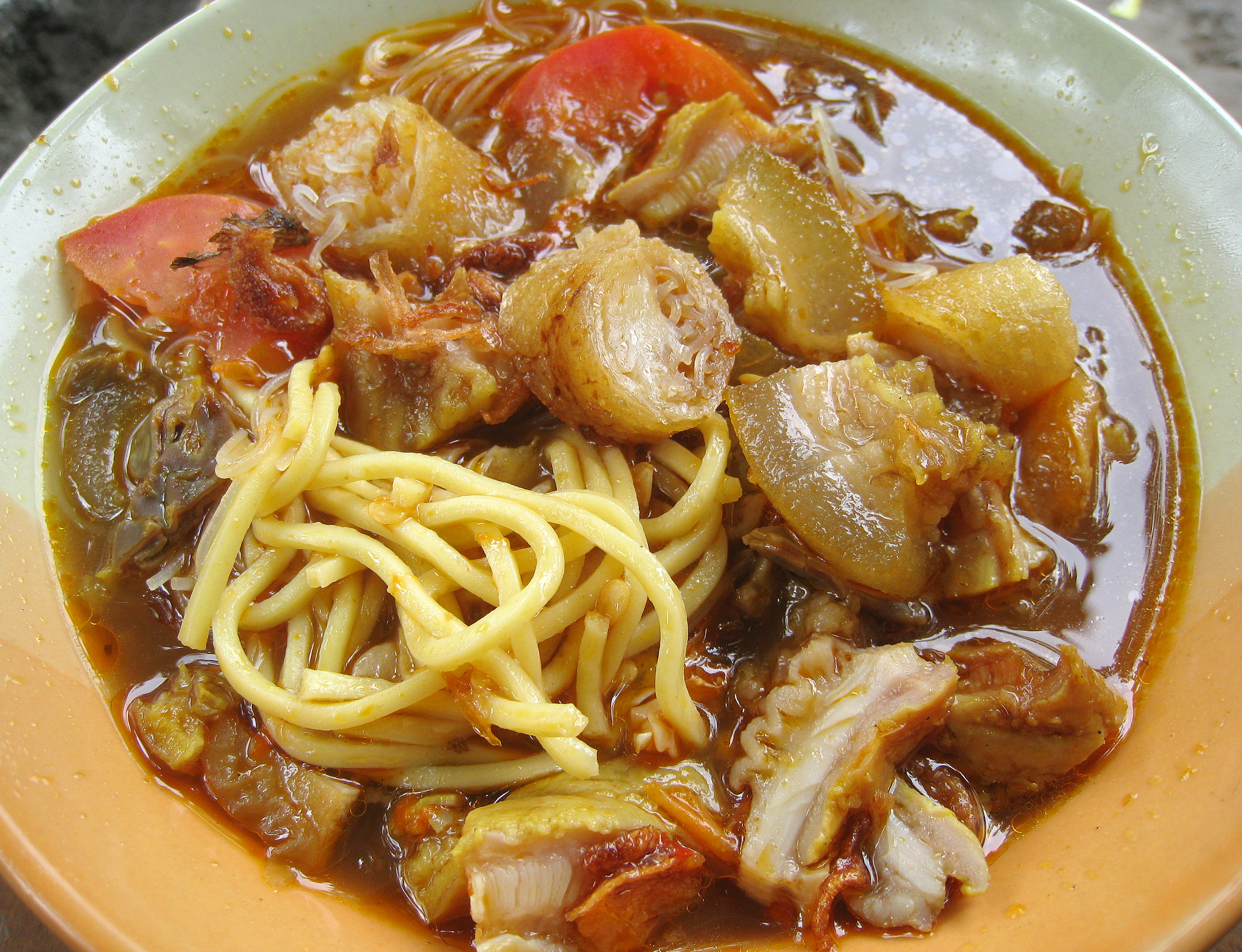
ソトミー